# Chapchai Nirat
Chapchai Nirat (Bangkok, 5 juni 1983) is een professioneel golfer uit Thailand.
Chapchais vader was ook golfprofessional en liet Chapchai op 15-jarige leeftijd al professional worden. Hij had dus geen amateurcarrière.

## Professional
Nirat won vier toernooien in Azië, waarvan het TCL in China ook meetelde voor de Europese Tour. Daarmee was hij de derde Thaise speler die op de Europese Tour won, na Thongchai Jaidee en Thaworn Wiratchant. Door het winnen van de TCL Classic kreeg hij twee jaar speelrecht in Europa. Het jaar 2008 viel tegen.
Zijn volgende belangrijke overwinning was het SAIL Open in India, waar hij een record op alle zes Tours brak door te winnen met 256 (-32) en een voorsprong van 11 slagen.

### Gewonnen

#### Aziatische Tour
- 2007: TCL Classic, Hana Bank Vietnam Masters
- 2009: SAIL Open in India

#### Europese Tour
- 2007: TCL Classic in China

#### Elders
- 2004: Genting Masters